# Незабитовский, Аполлинарий Фёдорович
Аполлинарий Фёдорович Незабитовский (1918—1991) — советский промышленный деятель, генеральный директор Киевского НПО «Электронмаш» в 1965—1986 годах.

## Биография
Родился 6 июня 1918 года.
Участник Великой Отечественной войны, имел ранение.
1 января 1965 года на базе отдельных подразделений завода «Радиоприбор» был создан Киевский завод управляющих и вычислительных машин (ВУМ). Директором завода был назначен А. Ф. Незабитовский, работавший до этого начальником Управления электротехнической и приборостроительной промышленности Киевского совнархоза.
В 1986 году по состоянию здоровья Незабитовский ушёл на пенсию.
Умер 16 ноября 1991 года, похоронен на Байковом кладбище в Киеве.

## Награды
- В 1981 году, за достигнутые успехи в 10-й пятилетке, генеральному директору объединения А. Ф. Незабитовскому присвоено звание Героя Социалистического Труда.[3]
- Награждён орденом Ленина и другими наградами СССР.
- Лауреат Государственной премии УССР в области науки и техники (1976 год, за разработку и освоение вычислительного комплекса «М-4030»[4]).
- Лауреат Государственной премии СССР (1981 год, за разработку и организацию серийного выпуска вычислительных комплексов «СМ-3» и «СМ-4»).